# Cocucho
Cocucho es una localidad del estado mexicano de Michoacán. Es parte del municipio de Charapan. La localidad es reconocida por la fabricación artesanal de vasijas.

## Toponimia
El nombre «Cocucho» proviene de los términos en purépecha: cucuche, jarrón o vasija; o, locativo. Su significado es «Lugar de vasijas». Su nombre refiere a la producción de vasijas, tradicional de la población.

## Demografía
| Gráfica de evolución demográfica |
|                                  |

| Censo | Población |
| ----- | --------- |
| 1900  | 575       |
| 1910  | 622       |
| 1921  | 310       |
| 1930  | 476       |
| 1940  | 584       |
| 1950  | 850       |
| 1960  | 1 219     |
| 1970  | 1 366     |
| 1980  | 1 758     |
| 1990  | 2 284     |
| 2000  | 2 275     |
| 2010  | 2 838     |
| 2020  | 3 213     |